# Зеркальська сільська рада
Зерка́льська сільська рада (рос. Зеркальский сельский совет) — сільське поселення у складі Шипуновського району Алтайського краю Росії.
Адміністративний центр — село Зеркали.

## Населення
Населення — 991 особа (2019; 1173 в 2010, 1505 у 2002).

## Склад
До складу сільської ради входять:
| Населений пункт     | Населення, осіб (2002) | Населення, осіб (2010) |
| ------------------- | ---------------------- | ---------------------- |
| Андрієвка, селище   | 302                    | 222                    |
| Зеркали, село       | 830                    | 671                    |
| Коробейниково, село | 373                    | 280                    |